# Опасный поворот (пьеса)
«Опасный поворот» (англ. Dangerous Corner) — пьеса английского писателя и драматурга Дж. Б. Пристли, написанная в 1932 году. Первая постановка пьесы осуществлена в мае 1932 года Тайроном Гатри в Лирическом театре в Лондоне, в 1934 году вышла первая экранизация пьесы, в постановке Фила Розена. В 1972 году 3-х серийная экранизация пьесы была осуществлена на киностудии «Мосфильм» Владимиром Басовым.

## Сюжет пьесы
Роберт и Фреда Кэплен развлекают гостей в своём загородном доме. Случайное замечание одной гостьи запускает серию разрушительных разоблачений, раскрывающих до сих пор нераскрытый клубок тайных связей и тёмных тайн, приведших к трагическим последствиям. Спектакль заканчивается возвращением к началу вечера, случайное замечание не привлекает внимания, секреты остаются скрытыми, а «опасный поворот» пройден незамеченным.

### Акт I
Спектакль начинается в темноте с приглушённого выстрела и крика. Включается свет, и зритель видит гостиную, в которой находятся четыре женщины. Они после обеда слушали радиоспектакль. Две из них, Фреда и Бетти, — жены директоров издательской фирмы. С ними Олуэн, сотрудница издательства, и Мод Мокридж, писательница, чьи книги издаёт фирма.
Их разговор перешёл к самоубийству брата хозяина дома Мартина Кэплена, которое произошло в прошлом году. Беседу прерывает появление Роберта, Гордона и Чарльза. Они обсуждают, нужно ли всегда настаивать на поисках истины до конца; Роберт утверждает, что да, а Чарльз считает, что это опасно. Гордон безуспешно пытается поймать по радио танцевальную музыку. Фреда предлагает Олуэн сигарету из шкатулки, когда та открывается, раздаётся музыка. Олуэн узнаёт шкатулку и говорит, что видела её у покойного Мартина. Фреда замечает, что этого не может быть, потому что, когда Олуэн встречалась с Мартином в последний раз, у него шкатулки ещё не было. Олуэн легко соглашается, понимая, что выяснение всех обстоятельств может быть опасно. Но теперь хозяин дома Роберт настаивает на том, чтобы женщина дала пояснения. Напряжение нарастает, понимая это, Мод покидает вечеринку, а следом за ней и остальные гости, кроме Олуэн.
Роберт желает выяснить обстоятельства смерти Мартина. В прошлом году в их фирме пропал чек на 500 фунтов стерлингов и общим мнением было, что чек взял Мартин, и именно это стало причиной его самоубийства. Олуэн говорит, что Мартин считал вором Роберта, и что эта версия исходила от Стэнтона. Олуэн влюблена в Роберта и скрыла ото всех то, что узнала от Мартина. Потрясённый Роберт вызвает по телефону Гордона и Чарльза.

### Акт II
Гордон и Стэнтон возвращаются. Стэнтон признаёт, что он намеренно заставил Роберта и Мартина подозревать друг друга, чтобы отвести подозрения от себя. Мужчины пытаются обвинить его в смерти Мартина, но Чарльз настаивает, что Роберту не следовало начинать ворошить прошлое, что Мартин не был невинной овечкой и вся правда никому не нужна. Фреда, понимая, что намёки Стэнтона направлены и в её адрес, признаётся, что у неё был роман с Мартином. Это признание приводит в бешенство Гордона, он утверждает, что он любил Мартина больше всех и тот был к нему также привязан. В этот момент неожиданно возвращается Бетти, некоторое время подслушивавшая разговор, стоя снаружи у окна.

### Акт III
Понимая, что обвинения в адрес Стэнтона в доведении Роберта до самоубийства могут иметь продолжение, Олуэн признаётся, что это она случайно выстрелила в Мартина, когда тот попытался её изнасиловать. Она поехала к Стэнтону за помощью, но случайно увидела Чарльза и Бетти, которые, оказывается были в любовной связи. Этот адюльтер и был причиной кражи чека, так как Стентон оказался на мели в стремлении потакать прихотям юной любовницы.
Роберт понимает, что его жизнь была построена на иллюзиях, и было глупо настаивать на поиске всей правды. Его иллюзии, а вместе с ними и его счастье, теперь разрушены без всякой надежды на восстановление. В отчаянии он уходит в свою комнату, и Фреда вдруг вспоминает, что он держит там револьвер. Когда она бросается за ним, свет гаснет, раздаются звук выстрела и женский крик.
Когда снова включается свет, все персонажи возвращаются в начало первого акта. События идут уже известным чередом. Олуэн узнаёт шкатулку для сигарет, но на этот раз Гордону удаётся поймать по радио танцевальную мелодию, и хозяйка дома не успевает возразить Олуэн. Играет музыка и все секреты остаются нераскрытыми, весёлая вечеринка после ужина идёт своим привычным чередом.

## Персонажи
Описания персонажей приводятся по изданию J. B. Priestley. Dangerous Corner, A Play in Three Acts (1932)./ Пер. — В. Метальников. Авт. сб. «Затемнение в Грэтли». М., «Правда», 1988
- Роберт Кэплен — хозяин дома, член правления фирмы, образец «здорового, привлекательного мужчины», возраст «немного больше тридцати»
- Фреда Кэплен — его жена, «красивая,  жизнерадостная  женщина», возраст около тридцати лет
- Гордон Уайтхауз — один из директоров фирмы, «молодой человек лет двадцати с небольшим, очень симпатичный, хотя и несколько неуравновешенный»
- Бетти Уайтхауз — жена Гордона, «молоденькая и очень хорошенькая женщина»
- Олуэн Пиил — сотрудница издательства, «интересная брюнетка, одних лет с Фредой»
- Чарльз Трэвор Стэнтон — один из директоров фирмы, возраст около сорока лет
- Мод Мокридж — известная писательница, сотрудничающая с издательством, «элегантная, средних лет, с типичной для женщин её профессии внешностью»

## Переводы на русский
- Владимир Метальников (Опасный поворот), 1939 год — четвёртое издание.
- Нора Галь (Опасный поворот), 1990 год — шестое издание.

## Экранизация
В 1934 году состоялась постановка фильма режиссёра Фила Розена с Вирджинией Брюс, Конрадом Нагелем и Мелвином Дугласом в главных ролях. В голливудской версии, из-за строгого следования Кодексу Хейса, были удалены некоторые спорные моменты пьесы, в том числе упоминания о гомосексуальных отношениях между Гордоном и Мартином, употреблении Мартином наркотиков, а также адюльтер Бетти и Чарльза.
В 1965 году пьеса была адаптирована для австралийского телевидения режиссёром Патриком Бартоном.
В 1972 году состоялась экранизация пьесы на Мосфильме по заказу телевидения СССР в постановке Владимира Басова. В главных ролях: Юрий Яковлев в роли Роберта Каплана, Валентина Титова в роли Фреды Каплан, Владимир Басов в роли Чарльза Стэнтона.
В 1983 году пьеса вошла в серию «Пьеса месяца» на BBC, в постановке Джеймса Ормерода с Дэниелом Дэй-Льюисом в актёрском составе.
- «Опасный поворот» (1934) (англ.) на сайте Internet Movie Database
- «Опасный поворот» (мини-сериал, 1965) (англ.) на сайте Internet Movie Database
- «Опасный поворот» (1972)  (англ.) на сайте Internet Movie Database